# イメージ映像
イメージ映像（イメージえいぞう）とは週刊誌やテレビ放送などで用いられる映像表現の一つで、架空の状況や実際の映像が残されていない状況を再現するなどして撮影した映像である。場合によっては過去の映像をつなぎ合わせて、細部の違いは事実関係の如何によらず用いられる場合もある。

## 概要
これらの映像は、実際には映像ソースとして存在しないものを、役者または関係者などを使って再現させたものである。いわゆる歴史ドラマなども一種の再現映像であるが、イメージ映像ではそれは主体ではなく、専ら何らかの説明を行う上で模式的に示す映像である。
専ら関係者の証言や当時の資料などから再現されたミニドラマや、または関係者が当時を思い出しながら演技したものなどのほか、いわゆる特殊映像効果（SFXやVFX）を用いて何らかの誇張表現を使う場合もある。あくまでも「主観的にこうだった」という状態（イメージ）を再現しているため、中には荒唐無稽だったり非現実的な内容で在ったりすることも珍しくはない。そして何より、元とした情報に誤りがあって、事実関係と違う場合もある。
これらの映像には、事実と異なる可能性があることを示す「これはイメージ映像です」「イメージ」「再現」などと表示して実際の映像と誤解されないようにするのが一般的であるが、これらを表示しない、もしくは気がつかないほど小さく表示してするにとどまり、読者や視聴者に誤解を与えることがある。意図的に誤解を与えた場合は捏造にもなり、また表示忘れをした場合なども含めマスコミによる報道では、トラブルの元となることもある。

### 報道以外のイメージ映像
テレビショッピングなどでもよく使われる。中には商品の説明を役者などを使って使用例を示す訳だが、オーバーアクションで出演者が効果に驚いたりするため、逆にテレビショッピングのキッチュさを演出していて、これを好んでみる視聴者すらいる。
超常現象の特番などでも、目撃例などを元に映像が作られる。いわゆる「幽霊の、正体見たり、枯れ尾花」などの検証は一切行わないため、オカルト愛好者などに好まれている。

## イメージ映像関連事象
えひめ丸事故2001年2月当時に首相であった森喜朗が休暇でゴルフ中に発生した同事件では、同首相はゴルフのプレー中に事故第一報を受け取って、続報が届くまでゴルフ場で待機状態のままプレーを続行した。このとき、ニュース報道で別日に同首相が楽しそうにプレーに興じる様子を撮影した映像が悲劇的な海難事故の映像とともに使われたため、元より低かった同首相の支持率が更に急降下、一時期5.7%にまで下がり2ヵ月後に退陣を余儀なくされた。
「2ちゃんねる風掲示板」イメージ映像2007年3月12日に TBS系列で放送されたテレビ番組『HERO'S 2007 開幕戦』において、ある選手の紹介映像中で番組制作者側が用意した電子掲示板「2ちゃんねる」に外見の似た画像を放送した。後日批判が視聴者や他メディア筋から寄せられ、番組側は誤解を与える性質の映像であったと謝罪、明示するよう指導するとしている。TBS掲示板捏造問題も参照。
「ウソブログ」イメージ映像2009年1月10日にテレビ朝日系列で放送されたテレビ番組『情報整理バラエティ ウソバスター』において放送された複数のブログが、番組スタッフによって撮影用に作成された映像であった。テレビ朝日は放送後の1月13日にホームページ上に掲載した謝罪文の中で「ブログ撮影者の許可を得られなかったため、イメージ撮影用にブログを作成した」と説明。テレビ朝日ブログ捏造問題も参照。